# Tamara Gverdciteli

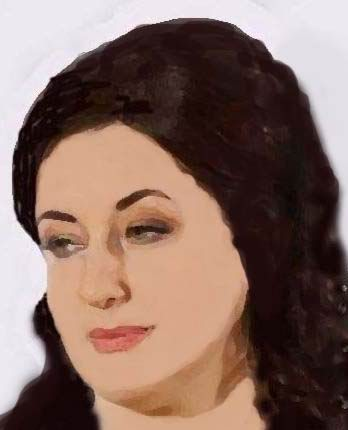
Tamara Gverdciteli

Tamara Gverdciteli (rusky Тамара Михайловна Гвердцители; gruzínsky თამარა გვერდწითელი) (* 18. ledna 1962, Tbilisi) je ruská estrádní zpěvačka gruzínského původu, vynikající šansoniérka, někdy nazývaná „ruskou Édith Piaf“.
Narodila se v gruzínské metropoli Tbilisi a výrazný hudební talent projevovala již od dětství – údajně zpívala dříve, než rozuměla slovům, a v deseti letech se stala sólistkou dětského gruzínského sboru Mziuri, který byl ve své době znám po celém bývalém Sovětském svazu. Se sborem procestovala Tamara celou zemi.
Po Mziuri zazářila na mezinárodní soutěži „Rudý hřebíček“ v Soči (1982), kterou vyhrála, stejně jako další mezinárodní soutěž, „Zlatý Orfeus“ v Sofii (1982), na festivalech v Sopotách a San Remu a na soutěži zpěváků populární hudby v Drážďanech (1988).
Absolvovala Tbiliskou státní konzervatoř v oborech klavír a kompozice a k tomu speciální třídu zpěvu.
Na začátku 90. let prudce vystartovala její mezinárodní kariéra – její hlas zaujal legendárního francouzského skladatele Michele Legranda, který skládal písně už pro Édith Piaf. Pozval ji do Paříže a tím začala jejich spolupráce, trvající dodnes. Francouzský maestro představil Tamaru pařížským divákům v sálu Olympie (konferenciér se údajně po několika neúspěšných pokusech vzdal snahy o vyslovení jejího příjmení a uvedl ji pouze jako Tamaru). Od té doby cestuje a vystupuje po celém světě včetně například koncertů v Carnegie Hall v New Yorku.
V roce 2007 poprvé navštívila Prahu, zazpívala v Kongresovém centru.

## Tvorba
Repertoár Tamary Gverdciteli je velmi rozsáhlý, zahrnuje estrádní písně (šansony, populární hudbu), tak i skladby vážnějšího rázu včetně jejích vlastních písní. Zpívá v muzikálech a na operní scéně.